# Copa Duward
A Copa Duward foi um troféu que a marca de relógios Duward entregava ao clube que menos sofreu gols na Primeira Divisão Espanhola.

## Histórico
1951-1952 FC Barcelona e Real Valladolid
1952-1953 RCD Espanyol
1953-1954 RCD Espanyol
1954-1955 Real Madrid
1955-1956 FC Barcelona
1956-1957 Real Madrid
1957-1958 Real Madrid
1958-1959 FC Barcelona
1959-1960 FC Barcelona
1960-1961 Real Madrid
1961-1962 Real Madrid
1962-1963 Real Madrid